# Yumiko Shaku
Pour les articles homonymes, voir Shaku.
Yumiko Shaku (釈 由美子, Shaku Yumiko), née le 12 juin 1978 à Kiyose, une ville de la préfecture de Tōkyō au Japon, est une actrice japonaise, également mannequin.

## Filmographie partielle

### Au cinéma
- 2001 : Princess Blade (Shura Yukihime) de Shinsuke Satō : Yuki
- 2002 : Gekijô-ban poketto monsutaa: Mizu no Miyako no Mamori Gami Ratiasu to Ratiosu : Lion (voix)
- 2002 : Godzilla X Mechagodzilla (Gojira X Mekagojira) : Akane Yashiro
- 2003 : Godzilla, Mothra, Mechagodzilla: Tokyo S.O.S. (Gojira tai Mosura tai Mekagojira: Tōkyō S.O.S.) : Akane Yashiro
- 2003 : Sky High : Mina Saeki / Izuko (new Izuko)
- 2005 : Henshin : Ryoko Kyogoku
- 2008 : Ginmaku ban Sushi ôji!: Nyûyôku e iku : Ineko Houjyiu
- 2010 : Saraba itoshi no daitôryô
- 2012 : The Little Maestro
- 2013 : Taigâ masuku : Reina
- 2014 : Aibô: Gekijô-ban III
- 2015 : Kiri: Shokugyô Koroshiya

### À la télévision
- 2001 : G-Taste
- 2001 : Ikiru tame no Jonetsu toshite no satsujin
- 2002 : Kongai Renai
- 2003 : Sky High
- 2003 : Stand Up
- 2004 : Sky High 2
- 2004 : Aijou Ippon
- 2004 : Kurokawa no Techo
- 2005 : Fukigen na Gene (épisode 1)
- 2005 : Magari Kado no Kanojyo
- 2005 : Kiken na Aneki
- 2006 : Honto ni Atta Kowai Hanashi Byoto no Nuigurumi
- 2006 : Saiyuuki (épisode 6)
- 2006 : Shichinin no Onna Bengoshi
- 2006 : Yonimo Kimyona Monogatari Bucho-OL
- 2007 : Himitsu no Hanazono
- 2007 : Hataraki Man (épisode 2)
- 2007 : Galileo (épisode 8)
- 2007 : Teki wa Honnoji ni Ari
- 2008 : Bara no nai Hanaya
- 2008 : Shichinin no Onna Bengoshi 2
- 2008 : Odaiba Tantei Shuchishin Hexagon Satsujin Jiken (invitée)
- 2008 : Team Batista no Eiko
- 2009 : Ketsuekigatabetsu Onna ga Kekkon Suru Hoho
- 2009 : Konkatsu!
- 2009 : Love Game (en)
- 2010 : Rikon Syndrome
- 2011 : Kokuhatsu~Kokusen Bengonin
- 2011 : Onmitsu Happyaku Yachou
- 2011 : BOSS 2 (épisodes 1 et 2)
- 2011 : Nazotoki wa Dinner no Ato de (épisode 2)
- 2012 : Lucky Seven (épisode 8)
- 2012 : Toshi Densetsu no Onna (épisode 3)
- 2012 : Magma
- 2013 : Kodomo Keishi